# Saint-Julien-de-Bourdeilles
Saint-Julien-de-Bourdeilles là một xã, nằm ở tỉnh Dordogne vùng Aquitaine của Pháp. Xã này có diện tích 5,95 km², dân số năm 2004 là 107 người. Xã nằm ở khu vực có độ cao trung bình 180 m trên mực nước biển.

## Thông tin nhân khẩu
| Năm    | 1962 | 1968 | 1975 | 1982 | 1990 | 1999 | 2004 |
| ------ | ---- | ---- | ---- | ---- | ---- | ---- | ---- |
| Dân số | 123  | 121  | 110  | 113  | 109  | 105  | 107  |